# Énguia-Saïiliga
Énguia-Saïiliga (en rus: Энгя-Сайылыга) és un poble de la república de Sakhà, a Rússia, que en el cens del 2010 tenia 6 habitants, pertany al districte de Batagai.